# 切河大桥
切河大桥（英語：Cut River Bridge）是位于美国密歇根州密西根上半島的2号美国国道跨过切河的桥梁，位于麥基諾縣，距离县城圣伊尼亚斯25英里（40）。